# Las Avispas
Las Avispas es una localidad argentina ubicada en el Departamento San Cristóbal de la Provincia de Santa Fe. Se encuentra sobre la Ruta Provincial 2, 50 km al norte de San Cristóbal.
Cuenta con una escuela primaria. En 2011 se anunció la construcción de una planta de agua potable.

## Historia
Fundación. Por Decreto Provincial N.º 8375 de fecha 31 de julio de 1959 desígnase al Dr. Mogens Ifversen Comisionado del Poder Ejecutivo, iniciando su cometido con la organización de la flamante jurisdicción que posteriormente, el 2 de febrero de 1960, se transforma oficialmente en Comisión de Fomento, continuando el nombrado en el cargo, como Comisionado Interventor. Finalmente, en las elecciones del 27 de marzo de 1960, encabezando la lista de la Unión Cívica Radical Intransigente (UCRI) el Dr. Ifversen resulta el primer presidente electo de la Comuna, siendo secundado por el vecino Prudencio Mezzenasco, actuando ambos ad honorem.
El censo del año 1970 indicaba una población de 405 habitantes distribuidos en sus más de 800 km² entre el límite con Ambrosetti y el río Salado. Aunque no tenía planta urbana se disponían de 3 escuelas; una en Monte Avispas Negras regida por la maestra Alcira Perren (la N.º 682), otra en Colonia El Simbol regida por la maestra Luconi (la N.º 854), y finalmente la 1145, sobre la ruta 235, entre las estancias La Primera y El Simbol, en la que enseñaron entre otros el maestro Bock quien venía de la localidad de Esperanza en una moto BSA.
Con fecha 4 de abril de 1961 se designa a cargo de la Estafeta de Correos al señor Alberto Tailleur en carácter de jefe, y como subjefe al señor Orlando Vega. 
En el año 1963 la red vial sumaba aproximadamente 200 km de caminos rurales bien conservados.
El Senador Clelio Chiaraviglio fue el gestor de muchas obras a nivel gobierno provincial y copartícipe de la fundación de Las Avispas.

## Población
Cuenta con 206 habitantes (Indec, 2010), lo que no representa cambio significativo frente a los 213 habitantes (Indec, 2001) del censo anterior.